# Nipponcyrtus taiwanensis
Nipponcyrtus taiwanensis är en tvåvingeart som först beskrevs av Ouchi 1938.  Nipponcyrtus taiwanensis ingår i släktet Nipponcyrtus och familjen kulflugor.
Artens utbredningsområde är Taiwan. Inga underarter finns listade i Catalogue of Life.